# نتلند
نتلند (به انگلیسی: Natland) یک روستا و محله مدنی در بریتانیا است که در South Lakeland واقع شده‌است. نتلند ۷۹۶ نفر جمعیت دارد.